# Achille Starace

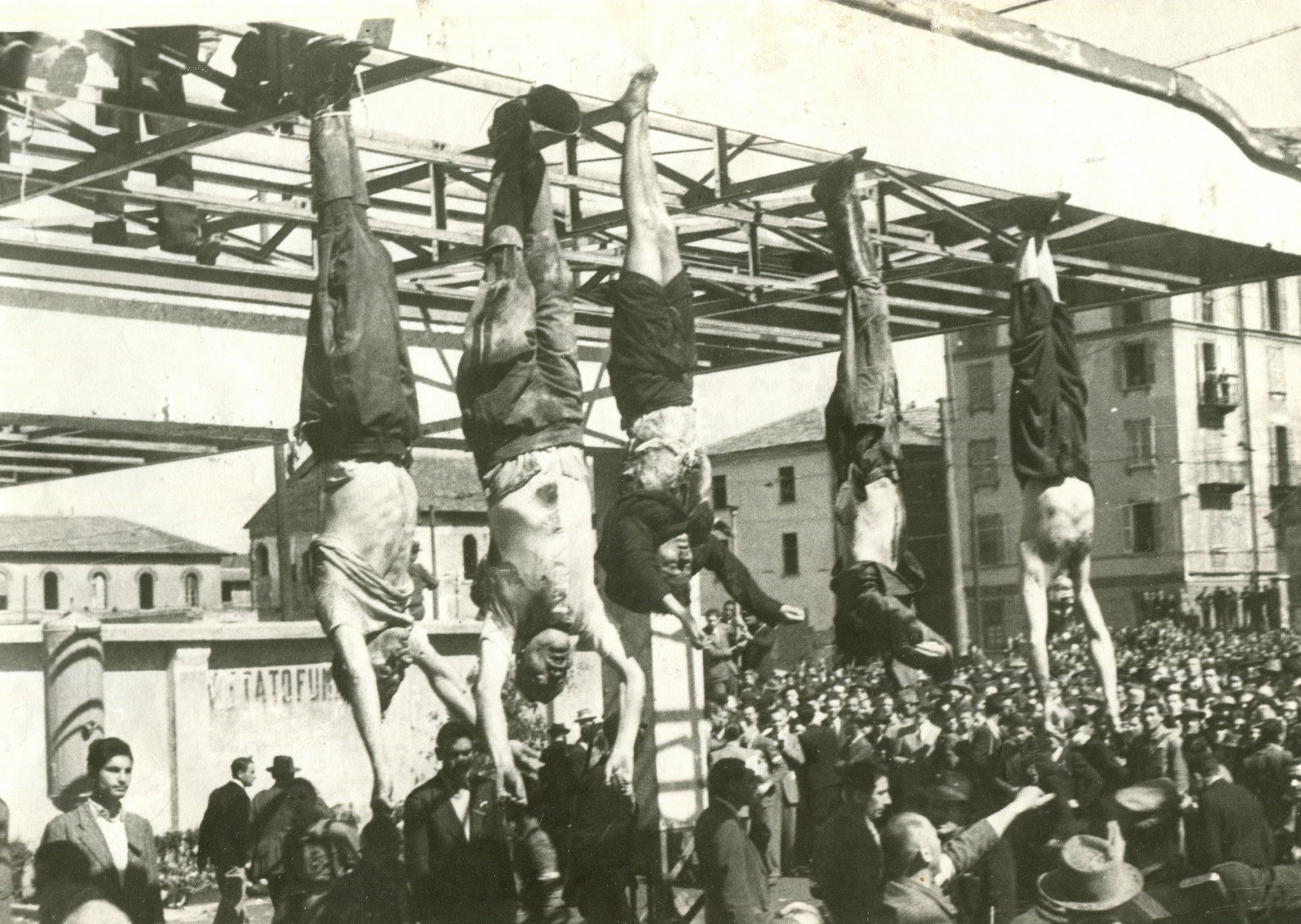
Achille Starace, Benito Mussolini och andra avrättade fascisters kroppar upphängda efter avrättning, Milano 29 april 1945, på Piazzale Loreto. Kropparna från vänster till höger: Nicola Bombacci, Benito Mussolini, Clara Petacci, Alessandro Pavolini, Achille Starace.

Achille Starace, född 18 augusti 1889 i Sannicola i Apulien, död 29 april 1945 i Milano, var en italiensk fascistisk politiker. Han var partisekreterare för Nationella fascistpartiet från 1931 till 1939.
Starace deltog i marschen mot Rom 1922.
Efter Mussolinis fall 1943 greps Starace av Badoglios regering. Han släpptes och försökte återfå Mussolinis gunst, men förgäves. Han greps ånyo – denna gång av sina forna partikamrater – och internerades i ett koncentrationsläger i Verona. Enligt dem hade han under sin tid som partisekreterare försvagat partiet. Starace frisläpptes dock, men blev den 29 april 1945 i Milano igenkänd och tillfångatagen av antifascistiska partisaner. Han fördes till Piazzale Loreto, där han fick se Mussolinis döda kropp. Därpå sköts Starace och hängdes upp i fötterna bredvid Nicola Bombacci, Mussolini, Clara Petacci och Alessandro Pavolini.